# لوتشيانو ماسياس
لوتشيانو ماسياس هو لاعب كرة قدم إكوادوري، ولد في 28 مايو 1935 في أنسيون ‏ في الإكوادور. شارك مع منتخب الإكوادور لكرة القدم. أما مع النوادي، فقد لعب مع برشلونة جواياكويل.